# Ruissalo
Ruissalo  is een eiland in de archipel van Turku en een wijk in de Finse gemeente Turku. Het eiland werd in de middeleeuwen gebruikt als het jachtgebied van kasteel Turku. Tegenwoordig bevindt zich hier de Botanische tuin van Turku die beheerd wordt door de Universiteit van Turku. Ook wordt hier jaarlijks het rockfestival Ruisrock gehouden en gaat de Paavo Nurmi Marathon door het eiland heen.